# Wabigoon Lake
Der Wabigoon Lake ist ein See im Kenora District im Südwesten der kanadischen Provinz Ontario.

## Lage
Er bildet mit dem östlich benachbarten See Dinorwic Lake ein Seensystem, welches abflussreguliert wird, und vom Wabigoon River durchflossen wird. Der See hat eine Fläche von 105 km². Seine maximale Tiefe beträgt 14 m. Der See liegt auf einer Höhe von 330 m. Am Nordufer liegt die Kleinstadt Dryden. 

## Seefauna
Im Wabigoon Lake werden folgende Fischarten gefangen: Glasaugenbarsch, Kanadischer Zander, Forellenbarsch, Schwarzbarsch, Hecht, Muskellunge, Amerikanischer Flussbarsch, Crappie, Sonnenbarsche, Amerikanischer Seesaibling und Heringsmaräne. Der Fang des See-Stör ist ganzjährig verboten.